# Потес Маскит (археолошко налазиште)
Потес Маскит је археолошко налазиште у селу Љубижда у општини Ораховац, у југозападном делу Косова и Метохије, у Призренском управном округу.

## Историја
Према истраживањима настао је између 2. и 4. века, за време римског царства.